# كولومبيا (نيويورك)
كولومبيا (بالإنجليزية: Columbia, New York)‏ هي بلدة أمريكية تقع في الولايات المتحدة في مقاطعة هيركايمر، نيويورك. يقدر عدد سكانها بـ 1,580 نسمة ومساحتها 90.7 كم2 وترتفع عن سطح البحر 450 متر.